# Ahrhütte
Ahrhütte ist ein Ortsteil der Gemeinde Blankenheim im Kreis Euskirchen in Nordrhein-Westfalen.

## Name
Der Name Ahrhütte besteht aus zwei Teilen: Der erste Teil ist „Ah“ und deutet auf „Wasser“ hin, der Buchstabe „r“ gehört zu den Wurzeln rhe und rho; sie bedeuten „fließen“ (vgl. altgriechisch ʻρέω [rheo] = „ich fließe“).
Das altgermanische Wort „ara“ bezeichnet „Flusswasser“, das sich in unvermeidlicher Bewegung befindet. Das Wort „Ahr“ bedeutet also „fließendes Wasser“. „Hütte“ ist mit dem althochdeutschen Wort „hutta“, oder mit dem altgriechischen Wort κεὑδείν [keuthein], also „verbergen“ und „geborgen sein“ verwandt. Ahrhütte kann also als „Wohnung am fließenden Wasser“ übersetzt werden. Der Name des Ortes deutet ebenfalls auf das einst bestehende Hüttenwerk an der Ahr hin.

## Lage
Keine zehn Kilometer südöstlich von Blankenheim und etwa 325–420 m ü. NHN liegt an der B 258 der kleine Ort Ahrhütte. Das Dorf erstreckt sich geologisch in der „Dollendorfer Kalkmulde“, einem Korallenriff aus der Devonzeit (390–360 Millionen Jahre). Die damaligen Lebensbedingungen dürften für zahlreiche marine Lebensformen optimal gewesen sein, da die Kalkmulde bekannt ist für ihren Fossilienreichtum. Das Landschaftsbild um Ahrhütte bestimmen wacholderreiche Kalkmagerrasen, ausgedehnte Weidelandschaften, artenreiche Gebüschformationen und Laubmischwälder. Durchschnitten wird das Gebiet durch die Ahr, in die hier der Mühlenbach mündet.

## Geschichte

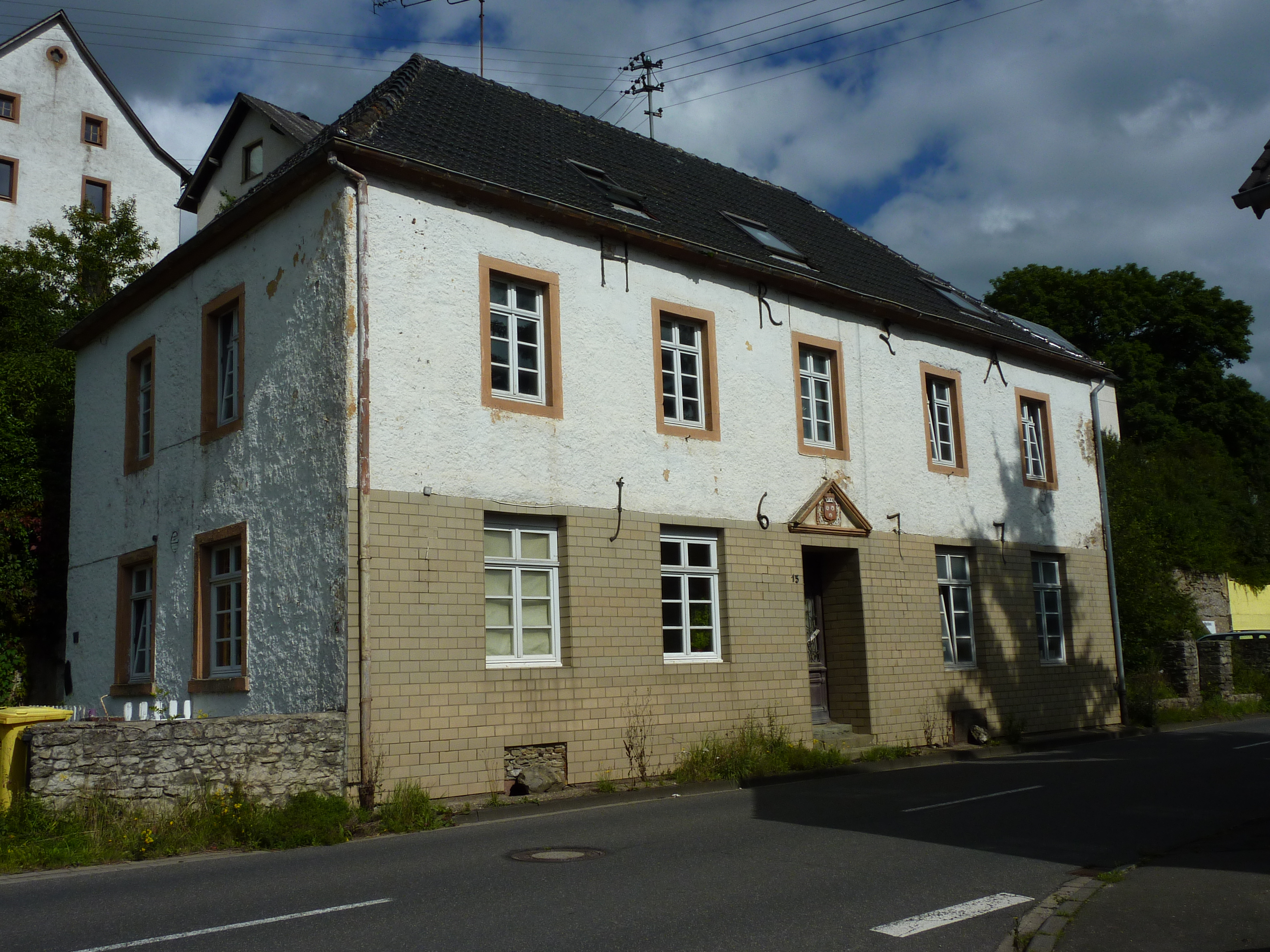
Reitmeisterhaus

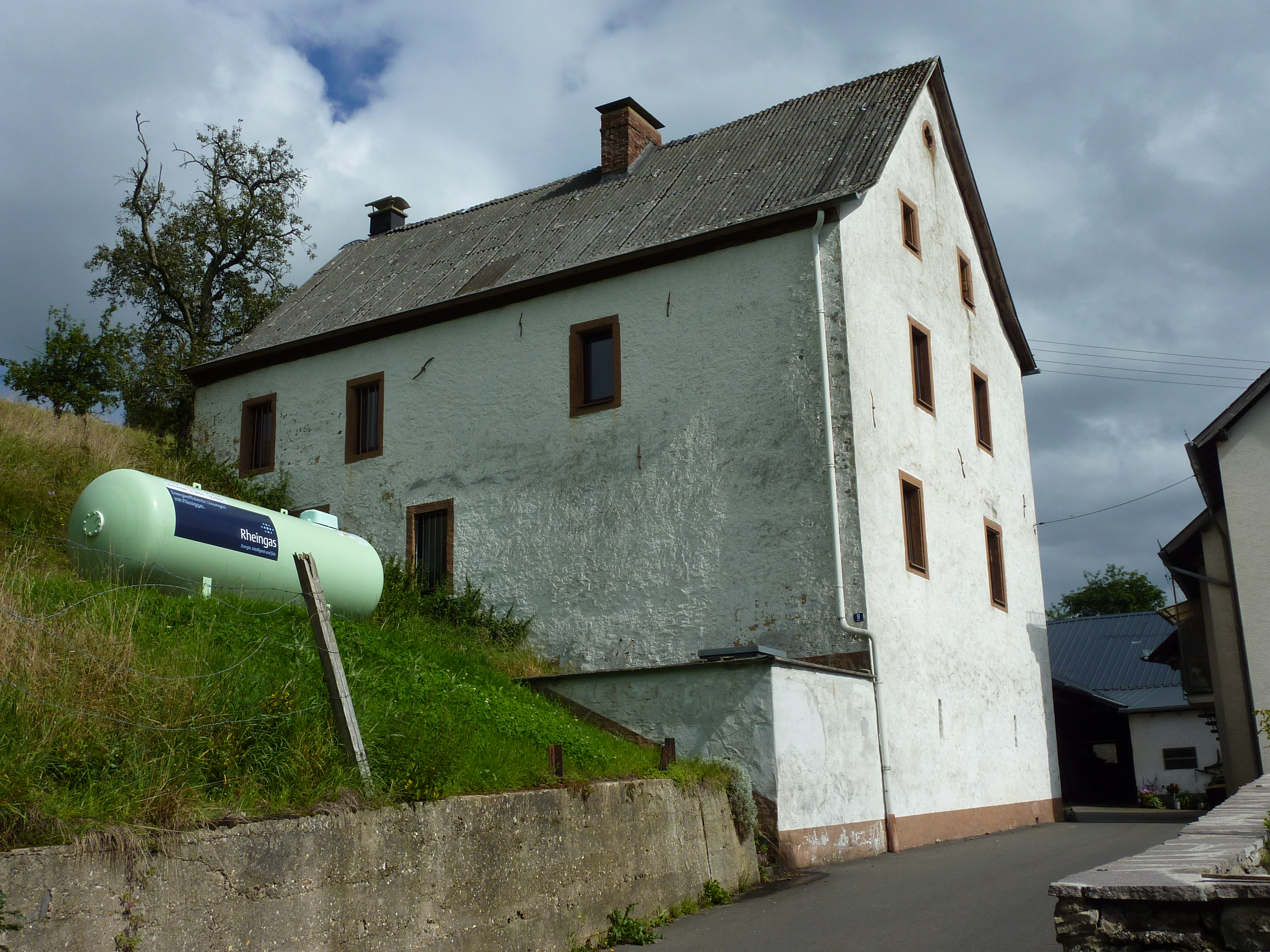
Stollenhof

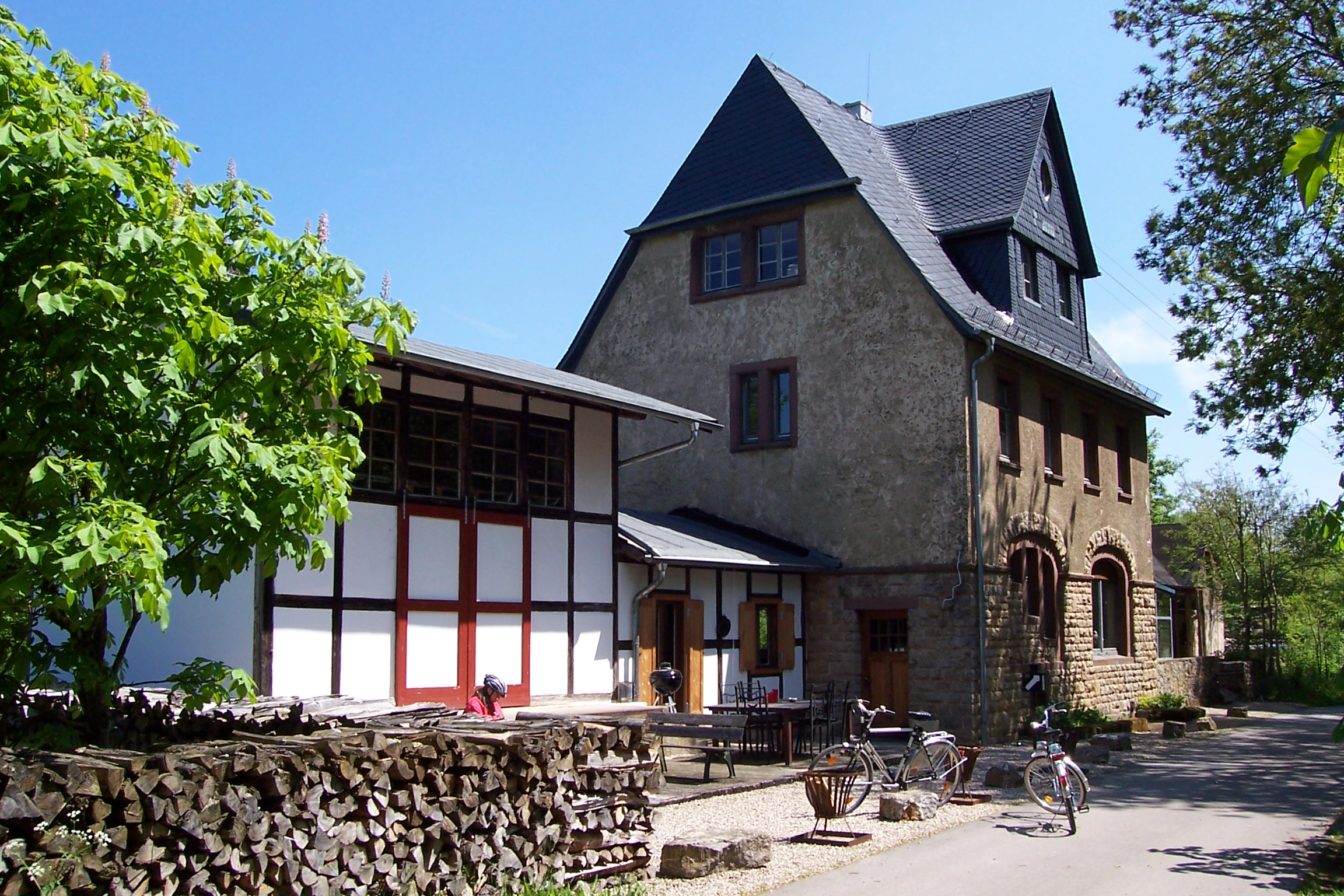
Ehemaliges Bahnhofsgebäude Dollendorf (Eifel)

Die erste Erwähnung des Ortes stammt aus dem Jahr 1511. Der Herzog von Arenberg hatte ein Einnahmeregister anfertigen lassen, in dem niedergeschrieben wurde: „der hoff up der hütten (hutten) gylt dit jair 30 mal halff eyn halff ander“ (Der Hof von/auf der Hütten gibt dieses Jahr 30 Malter, halb das eine, halb das andere).
Das Dorf verdankt Entstehung und Namen der untergangenen örtlichen Eisenindustrie. Als „Pachthütte“ ließen die Herzöge von Arenberg, deren Stammsitz auf dem unweit gelegenen Aremberg stand, vermutlich im frühen 16. Jahrhundert ein Hüttenwerk errichten. Das Werk war bis zum Einmarsch französischer Truppen im Jahr 1794 in ihrem Besitz. 1861 erlosch der letzte Hochofen, die Geschichte der eisenverarbeitenden Industrie im Ort war beendet. Einen geringen Ersatz stellte die mit dem niedergehen der Eisenindustrie entstandene Kalkindustrie mit mehreren Steinbrüchen und Kalköfen dar. Von der Errichtung des ersten Kalkofens 1859 bis zur Stilllegung des letzten Kalkwerks 1969 stellte diese Branche die einzigen industriellen Arbeitsplätze des Orts. Das zuletzt in Betrieb gewesene, auf Freilinger Seite gelegene Werk produzierte bis zur Schließung täglich etwa 50 Tonnen Kalk. Nach dem Abbruch 1975 wurde das Gelände 1982 durch die NRW-Stiftung erworben. Im Rahmen des Projektes „Ahr 2000“ wurde dieser Talabschnitt in ein Förderprogramm des Bundes aufgenommen, das schutzwürdige Teile von Natur und Landschaft sichert.
Bereits 1849 entstanden Pläne zur Errichtung einer Ziegelei, die aber erst 1854 realisiert wurden. Um 1866 kam es zu einer Erweiterung der Anlage. Die Tonerde wurde bei Neuhof gewonnen und mit Karren ins Dorf gefahren. Der Absatz dieser sogenannten „Schottelspannen“ erstreckte sich bis Schleiden. Die „Ziegelbäckerei“ bestand bis zum Anfang des 20. Jahrhunderts, 1911 wurde das Gelände verkauft und neu bebaut.
Während sich heute vereinzelt noch Reste der Kalkindustrie finden lassen, sind die letzten Zeugnisse der Eisenindustrie lange beseitigt. Um 1950 wurde ein Teil des Hochofens abgeräumt, die verbleibenden Reste wurden 1965 abgebrochen, da man das Grundstück neu bebauen wollte. Der Kohleschuppen, der zum Eisenwerk gehörte, stand noch einige Zeit in landwirtschaftlicher Nutzung, wurde aber 1983 abgerissen. An seiner Stelle steht das heutige Gemeindehaus. Die Straßenbezeichnungen „Am Hammerwerk“, „Hüttenstraße“, „Hüttenhof“ und „Hüttenberg“ erinnern an die einstige Industrie.
Erhalten ist – neben dem herzoglich Arenbergischen Reitmeisterhaus von 1677 – der Stollen- oder Goddarzhof, eine Hofanlage aus dem 16. Jahrhundert (Inschrift im Türsturz „1549“), die später Um- und Erweiterungsbauten erfuhr. Wie die Hütte liegt er auf der linken, der Arenbergischen Ahrseite, während der eigentliche Ort überwiegend auf der rechten Ahrseite entstand. Diese natürliche Grenze hat heute keine Bedeutung mehr für den Ort. In der Feudalzeit stellte sie jedoch die Landesgrenze zwischen dem Herzogtum Arenberg (linke Ahrseite mit der Pfarrei Lommersdorf bzw. den Gemeinden Freilingen und Lommersdorf) und der Grafschaft Manderscheid-Blankenheim (hier die Herrschaft Dollendorf mit der Pfarrei und der gleichnamigen Gemeinde Dollendorf) dar. Während der Fluss als Gemeindegrenze bis 1969 formal erhalten blieb, wurde Ahrhütte seit Anfang des 19. Jahrhunderts kirchlich von Dollendorf aus betreut.
Ahrhütte besaß Bahnanschluss über den im Ort gelegenen Bahnhof Dollendorf (Eifel) der Oberen Ahrtalbahn. Gut 40 Jahre nach deren Stilllegung und dem Abbau der Gleisanlagen wurde auf der Eisenbahntrasse ein Radwanderweg ausgebaut, der im Jahr 2005 eröffnet wurde. Im Ort befinden sich mehrere Gaststätten.

## Sehenswürdigkeiten und Touristik

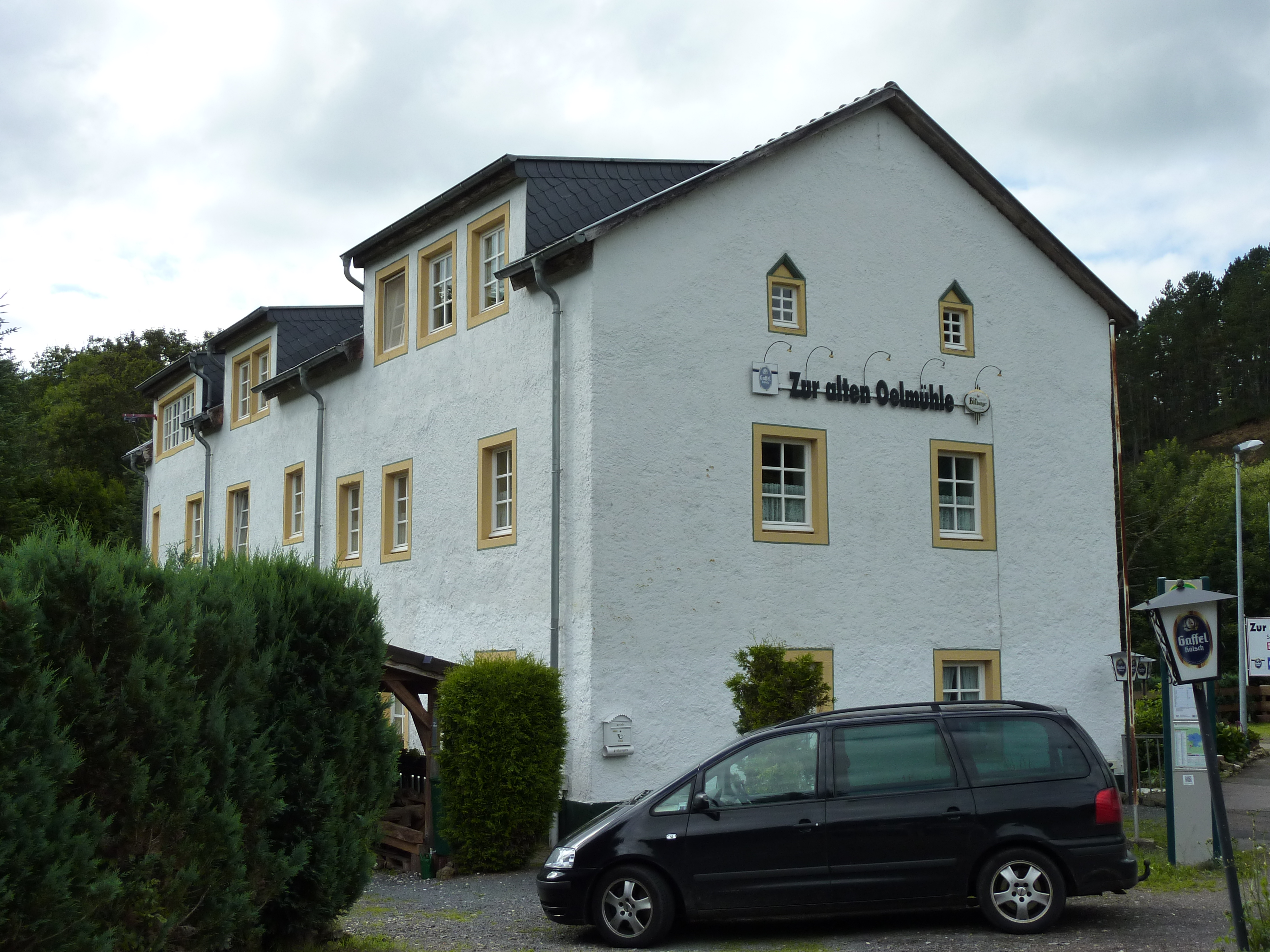
Dollendorfer Mühle

An Bau- und Kunstdenkmälern finden sich vor Ort neben den Erwähnten (Stollenhof und Reitmeisterhaus) die 1932 geweihte und aus Mitteln der Bevölkerung errichtete Antoniuskapelle, ahraufwärts die ehemalige Sons’sche oder auch Dollendorfer Mühle und ahrabwärts die Lommersdorfer Mühle (auch Dreimühle), sowie einzelne Wohnhäuser.
Durch den Ort führt der Radwanderweg Eifel-Höhen-Route, der als Rundkurs um den Nationalpark Eifel führt. Ebenso der Ahr-Radweg, welcher die Ahr-Quelle in Blankenheim mit der Ahr-Mündung in den Rhein bei Sinzig verbindet.
Seit 2016 besteht in Ahrhütte der Schmetterlingsgarten Eifalia. Im darauffolgenden Jahr konnten bereits 15.000 Besucher gezählt werden. Zu sehen sind 400 Schmetterlinge im Tropenhaus sowie einheimische Arten im Außengelände.

## Verkehr
Die VRS-Buslinie 832 der RVK verbindet den Ort mit Blankenheim, Ahrdorf und Blankenheim-Wald, überwiegend als TaxiBusPlus im Bedarfsverkehr.
| Linie | Verlauf |
| ----- | --- |
| 832   | MiKE (Blankenheim – Ahrdorf, außer im Schülerverkehr): Blankenheim (Wald) Bf – Blankenheimerdorf – Blankenheim Busbf – Blankenheim Rathaus – Reetz – Freilingen – Lommersdorf – Ahrhütte – (Dollendorf –) Uedelhoven – Ahrdorf |

## In Ahrhütte geboren
- Gerhard Schreiner (1907–1983), Politiker, Mitglied des Landtags Nordrhein-Westfalen